# Judy Canova
Judy Canova (ur. 20 listopada 1913, zm. 5 sierpnia 1983) – amerykańska aktorka, piosenkarka i komik. Zmarła na raka.

## Filmografia
seriale
- 1955: Matinee Theater
- 1966: Pistols'n' Petticoats jako Daisy Frogg / Sadie
- 1969: Love, American Style

film
- 1935: In Caliente jako piosenkarka
- 1942: Joan of Ozark jako Judy Hull
- 1946: Singin'in the Corn jako Judy McCoy
- 1952: Oklahoma Annie jako ona sama
- 1955: Carolina Cannonball jako ona sama
- 1976: Wyścig gumowej kuli jako Sharma Capri

## Wyróżnienia
Ma dwie gwiazdy w Hollywoodzkiej Alei Gwiazd.